# DiJonai Carrington
Pour les articles homonymes, voir Carrington.
DiJonai Carrington est une joueuse de basket-ball professionnelle américaine née le 8 janvier 1998 à San Diego en Californie.
Elle est sélectionnée en vingtième choix de la Draft 2021.
À l'université, DiJonai Carrington a joué pour Stanford puis Baylor.

## Biographie

### Jeunesse
DiJonai Carrington naît le 8 janvier 1998 à San Diego en Californie. Elle étudie à la Horizon Christian Academy, un lycée privé où elle joue au basket. Elle cumule plus de 2 000 points, avec une moyenne de 18,8 points, 13,5 rebonds, 4,0 passes décisives et 2,5 interceptions par match. Elle est nommée dans la McDonald's All-American Team et participe au Jordan Brand Classic.

### Carrière universitaire

#### Stanford

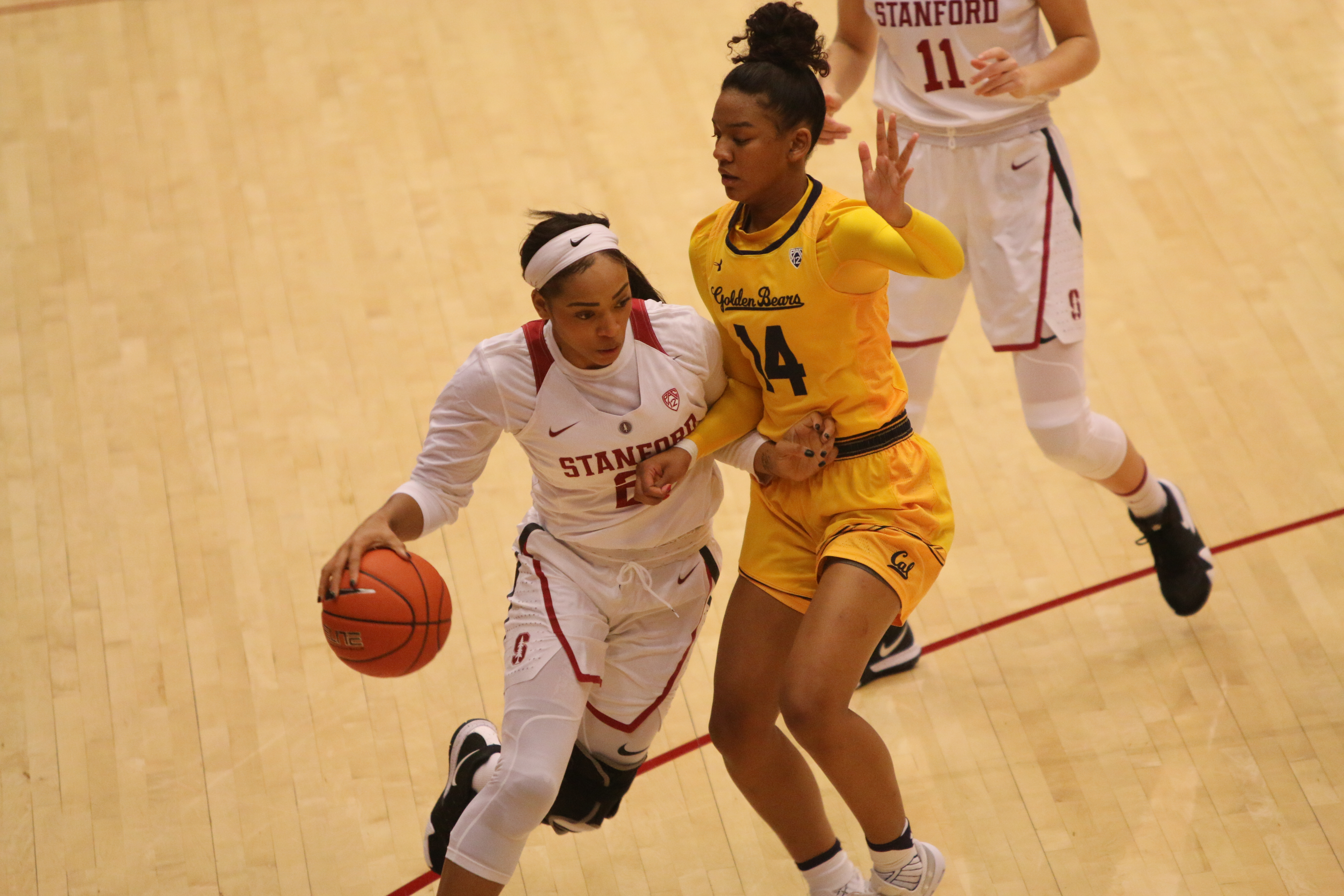
Dijonai Carrington sous le maillot de Standford.

DiJonai Carrington s'engage avec le Cardinal de l'université de Stanford en Californie.
Avec elle, le Cardinal remporte deux championnats du tournoi Pac-12, en 2017 et 2019. Elle est nommée dans l'équipe Pac-12 All-Academic en 2018 et 2019 et dans l'équipe All Pac-12 par les entraîneurs et les médias en 2019. Elle est également nommée au tableau d'honneur académique en 2020.
Elle est diplômée en 2020 en premier cycle, en études africaines et afro-américaines et en psychologie.

#### Baylor
DiJonai Carrington est transférée à l'université de Baylor, à Waco au Texas et intègre les Lady Bears pour la saison 2020-2021.  
Elle réalise une moyenne de 14,1 points et 4,9 rebonds par match. Elle est nommée meilleur recrue  et sixième joueuse de l'année du Big-12.

### Carrière professionnelle

#### En WNBA
DiJonai Carrington est sélectionnée en vingtième choix de la Draft WNBA 2021 par le Sun du Connecticut,. Elle participe au camp d'entraînement et intègre l'effectif,. 
Elle est nommée joueuse ayant le plus progressé en 2024 et est sélectionnée dans la première équipe défensive 2024,,,. Le Sun termine la saison avec le second meilleur bilan de la ligue.
En août 2025, la joueuse ayant le plus progressé de la saison 2024 est transférée par les Wings de Dallas au Lynx de Minnesota, alors leader de la ligue en échange de Diamond Miller, de Karlie Samuelson, et d'un futur choix de deuxième tour de Draft 2027.

#### En ligue Unrivaled
Le 4 septembre 2024, la nouvelle ligue de basket-ball à trois, Unrivaled, annonce la participation de DiJonai Carrington à sa première saison en janvier 2025.
Cette ligue a été créée par Breanna Stewart et Napheesa Collier. Elle réunit trente-six joueuses réparties en six équipes et les matchs ont lieu à Miami. DiJonai Carrington est la 19e joueuse révélée. Elle évolue pour le Mist Basket Club, entraîné par Phil Handy. 

## Vie personnelle
DiJonai Carrington est la fille de l'ancien joueur de National Football League (NFL), Darren Carrington. Elle est en couple avec la joueuse des Indiana Fever et ancienne élève de Baylor, NaLyssa Smith. 